# Нарцис Юстин Янау
Нарцис Юстин Янау (нар. 24 лютого 1995 року в Бакау, Румунія) — румунський класичний співак. У Румунії він став відомим перемігши у першому сезоні шоу талантів «Румунія має талант».

## Дитинство та юність
Нарцис Юстин народився 24 лютого 1995 року в Бараві, Бакху у сім'ї Едуарда та Феліції Янью.
Він почав співати в п'ять років в церковному католицькому хорі у рідному місті у групі сопраністів.
Він закінчив Середню школу мистецтв «Джордж Апосту» і почав навчання в Музичній академії «Георге Діма») у Клуж-Напоці.

## Кар'єра

### Румунія має талант
2010 році Нарцис змагався у першому сезоні шоу талантів Румунія шукає таланти. На прослуховуванні він виконав O mio babbino caro з опери Джанні Скіккі Джакомо Пуччіні . За згодою всіх трьох суддів він пройшов до півфіналу де він представив Адажіо Томазо Альбіноні і був пройшов до фіналу.
25 квітня 2011 року у фіналі ним була виконана арія «Привид опери». Набравши 24,40 % усіх голосів він став переможцем цього конкурсу.
2011 році він брав участь в якості спеціального гостя в італійському телешоу Io canto, де змагаються підлітки змагаються у співі.
Через рік Нарциса запросили виступити у півфіналі другого сезону Румунія має талант, де він виконав Scarborough Fair.

### Румунська національна опера, Клуж-Напока
2015 році він дебютував в Румунській національній опері, зігравши пастуха в опері «Тоска» Джакомо Пуччіні.

### Робота з Gregorian
З 2013 року Нарцис співпрацює з Gregorian, які представляютьпоп та рок версії григоріанських співів.
Перший спільний альбом вийшов у 2013 році і називається Masters of Chant Chapter 9 . В цьому альбомі Нарцис заспівав пісню Gloria, написану та оригінально виконану німецьким співаком-пісняром Йоахімом Віттом. Через рік вийшов альбом Winter Chants, де він разом з гуртом виконав пісні Jesu Joy Of Man's Desuring та Ave Maria.
2015 року Gregorian випустив свій останній на цей час альбом — Masters of Chant: The Final Chapter, знову у співпраці з Нарцисом. У ньому він виконав пісню Cry Softly.
25 лютого 2016 року він та Gregorian змагались у Unser Lied für Stockholm у відборі до пісенного конкурсу Євробачення 2016 року. Однак вони зайняли п'яте місце.
З початку до середини 2016 року Нарцис виступав з Gregorian у їхньому прощальному турі Masters Of Chants — The Final Chapter Tournee 2016 .

### На гастролях із Сарою Брайтман
У період з кінця 2018 року по 2019 рік Нарцис виступав з гастролями із Сарою Брайтман.

## Дискографія

### Майстри співу— альбоми з Gregorian
- 2013: Masters of Chant Chapter IX
- 2014: Winter Chants
- 2015: Masters Of Chant: The Final Chapter